# Stadio Colombino
Lo stadio Colombino (in spagnolo estadio Colombino) è stato uno stadio di calcio situato a Huelva, in Spagna. È stato inaugurato il 6 settembre 1957. Nel 2001 è stato chiuso e nel 2007 demolito e sostituito dal Nuevo Colombino. Esso aveva una capacità di circa tredicimila spettatori.